# Mieczysław Wałęga
Mieczysław Wałęga ps. Jur, Mat (ur. 1 maja 1914 w Rzędzinie, zm. 13 listopada 2009 w Londynie) – generał brygady Wojska Polskiego.

## Życiorys
W lutym 1930 roku, w wieku 16 lat, wstąpił do Korpusu Kadetów Nr 2 w Chełmnie. Tam w maju 1936 roku złożył maturę. W latach 1936–1938 był podchorążym Szkoły Podchorążych Piechoty w Komorowie. 15 października 1938 roku został mianowany podporucznikiem i przydzielony do 17 pułku piechoty w Rzeszowie.
W kampanii wrześniowej 1939 roku dowodził 4 kompanią 165 pułku piechoty. Udało mu się uniknąć niewoli niemieckiej i wrócił do Rzeszowa, by następnie u schyłku 1939 roku włączyć się w nurt pracy konspiracyjnej, pod pseudonimami „Jur” oraz „Mat”. W konspiracji pełnił funkcję oficera wywiadu Inspektoratu AK Rzeszów. Prowadził obserwację m.in. tunelu schronowego w Stępinie-Cieszynie i poligonu Heidelager w Pustkowie pod Dębicą. Ponadto był adiutantem Łukasza Cieplińskiego. Po udziale w Akcji „Burza” i wkroczeniu wojsk sowieckich na teren Tarnowskiego „Jur” ukrywał się kolejno w Krakowie i Gliwicach, działając po rozwiązaniu AK w strukturach Zrzeszenia „Wolność i Niezawisłość”, gdzie pełnił funkcję szefa oddziału bezpieczeństwa w Okręgu „Śląsk”.
Zagrożony aresztowaniem przez UB i pewnym losem skazańca, za zgodą przełożonego opuścił w 1946 roku kraj i przedostał się do Włoch.
Naczelny Wódz, generał broni Władysław Anders, na podstawie dekretu Prezydenta RP z 12 marca 1937 roku, mianował go podpułkownikiem ze starszeństwem z dniem 15 sierpnia 1965 roku. Na początku lat 70. ukończył zorganizowane przy współpracy z Polskim Uniwersytetem na Obczyźnie w Londynie 2,5-letnie Studium Nauk Polityczno-Wojskowych. Formalnie został przeniesiony do rezerwy w 1985 roku, przy czym jeszcze przez 2 lata z upoważnienia emigracyjnego ministra spraw wojskowych wystawiał dokumenty demobilizacyjne.
Jako oficer podczas emigracji szkolił przez 30 lat kadry dla niezależnego Wojska Polskiego. Był ostatnim przewodniczącym Głównej Komisji Weryfikacyjnej Armii Krajowej w Londynie. W latach 90. państwo Wałęgowie zamierzali wrócić do Polski, jednak z powodów rodzinnych zmuszeni byli pozostać w Londynie. Nigdy nie przyjęli brytyjskiego obywatelstwa, uznając, że nawet na obczyźnie chcą być w pełni Polakami.
W 1973 został odznaczony przez władze RP na uchodźstwie po raz drugi Złotym Krzyżem Zasługi.
Postanowieniem prezydenta RP Lecha Wałęsy z 25 października 1994 został odznaczony Krzyżem Oficerskim Orderu Zasługi Rzeczypospolitej Polskiej.
15 sierpnia 2006 roku został przez prezydenta RP Lecha Kaczyńskiego odznaczony Krzyżem Komandorskim z Gwiazdą Orderu Odrodzenia Polski.
24 kwietnia 2008 roku prezydent RP Lech Kaczyński awansował go na stopień generała brygady. Mieczysław Wałęga nie mógł przybyć na uroczystość wręczenia nominacji generalskich i orderów, więc zostały mu one wręczone w miejscu zamieszkania – w Wielkiej Brytanii.